# La Mort de Pompée
La Mort de Pompée, appelée dans les éditions suivantes Pompée, est une tragédie de Pierre Corneille inspirée par le sujet de la mort. Elle fut jouée pour la première fois « à la fin de l'année civile 1643 au théâtre du Marais ; elle a donc dû tenir l'affiche pendant l'hiver 1643-1644 ». Molière reprit ultérieurement le rôle de César. Corneille y règle ses comptes avec Richelieu.
Après sa défaite face à Jules César lors de la bataille de Pharsale, Pompée cherche refuge en Egypte. Par peur de César, Ptolémée, roi d'Égypte, le fait assassiner. Arrivé à son tour, César condamne Ptolémée, offre le trône à Cléopâtre et venge Pompée.  

## Personnages
- Jules César
- Marc Antoine
- Lépide
- Cornélie, femme de Pompée
- Ptolomée, roi d'Égypte
- Cléopatre, sœur de Ptolomée
- Photin, chef du conseil d'Égypte
- Achillas, lieutenant général des armées du roi d'Égypte
- Septime, tribun romain, à la solde du roi d'Égypte

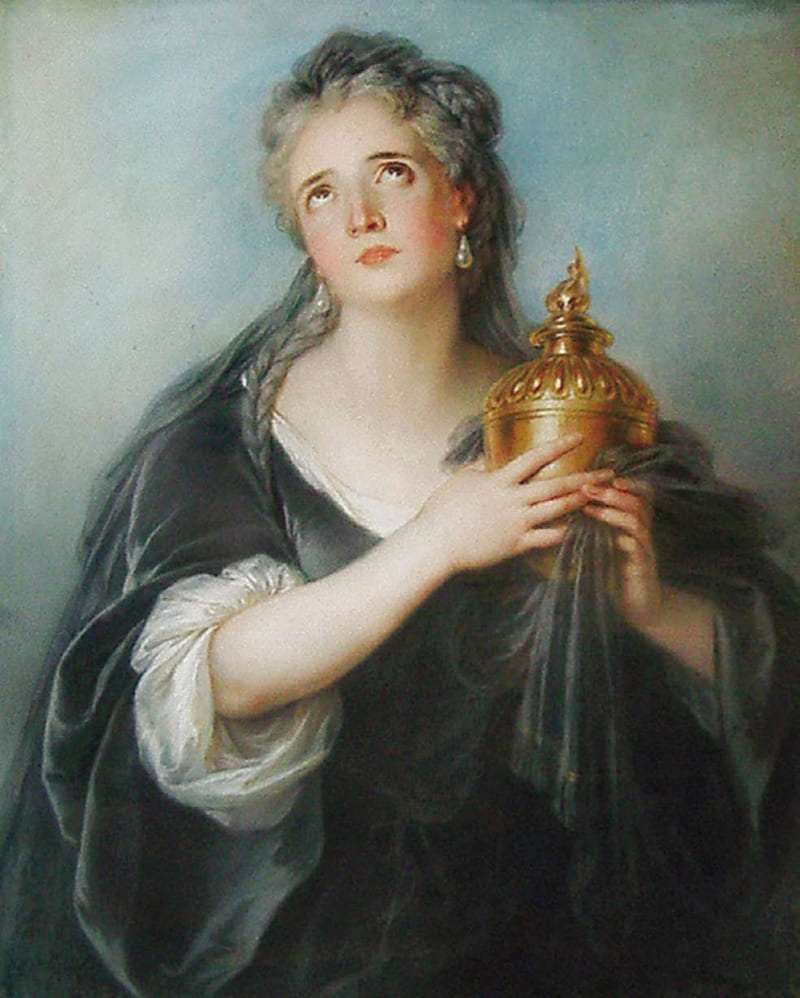
Adrienne Lecouvreur dans le rôle de Cornélie.

- Charmion, dame d'honneur de Cléopâtre
- Achorée, écuyer de Cléopâtre
- Philippe, affranchi de Pompée
- Troupe de Romains
- Troupe d'Égyptiens

## Résumé

### Acte I

#### Scène 1
Ptolémée initie la scène en évoquant les évènements récents de la guerre de Pharsale, qui est cause de la fuite de Pompée, défait face à César. Pompée s'apprête à débarquer sur les rivages de Ptolémée pour demander l'asile. Ce dernier délibère avec ses conseillers pour savoir s'il faut accueillir ou non Pompée. Le choix est incertain, car même si Ptolémée doit à Pompée les richesses de son royaume, il risque en l'accueillant d'attirer les foudres de César qui pourchasse toujours son ennemi. Le dilemme cornélien de Ptolémée est déjà installé, puisque le personnage doit choisir entre être ingrat ou risquer sa vie. Selon ce qu'il choisit, la victoire de César sera facilitée ou compromise. 
Photin le premier conseiller à parler, dit à Ptolémée que la défaite de Pompée est décidée des dieux et qu'il faut se ranger du côté de leur décision. Pompée ne fuit pas seulement César mais tout Rome à cause de sa défaite ; se ranger de son côté c'est également se mettre à dos tous ces nombreux ennemis. Photin à une approche pragmatique et cynique : s'il faut tuer Pompée c'est à cause de sa seule défaite, et il aurait fallu faire de même avec César si les choses avaient été différentes. Si Pompée vient chercher asile en Egypte, ce n'est pas par amitié mais parce qu'il considère Ptolémée comme un inférieur, et qu'il veut couler avec un autre. En bref, Pompée ne peut s'en prendre qu'à lui même, et le tuer c'est simplement conserver sa propre vie. Devant de telles décisions, la justice ne vaut plus, les vertus ne font qu'affaiblir l'Etat, il ne faut pas chercher à être juste. Un crime utile vaut mieux qu'une vertu qui condamne.  
Achillas parle ensuite. Il est de l'avis de Photin, cependant il estime que puisque Pompée n'a pas perdu la vie sur le champ de bataille, c'est que les dieux estiment sa vie. Le tuer apparaît certes nécessaire, mais pas légitime. Il conseille alors plutôt la neutralité. Tuer Pompée serait une infamie trop grande qui entacherait le nom de Ptolémée. Il suffit de ne pas l'accueillir sans cependant le tuer. Certes Ptolémée doit beaucoup à Pompée puisqu'il lui a rendu la couronne de la main de Rome, mais il vaut mieux servir ses sujets qu'un autre. D'ailleurs si Pompée aida le père de Ptolémée, c'était non par pur bienveillance mais pour faire voir sa puissance et redoubler sa gloire. L'argent de César était de toute façon plus efficace que les paroles de Pompée. Recevoir Pompée serait recevoir quelqu'un qui se veut maître de ceux-là mêmes qui l'accueillent. Il faut donc refuser de recevoir Pompée, tout en se tenant prêt à le tuer si cela s'avère inévitable.  
Septime prend la parole. Recevoir Pompée est trop risqué. Le chasser cependant, c'est aussi se faire un puissant ennemi. De plus, en relâchant Pompée, on permet à la guerre de se poursuivre, et les deux combattants, lassés, risquent de se retourner contre Ptolémée. Livrer Pompée à César ne mène à rien non plus, celui-ci fera preuve de clémence contre son ennemi qui deviendra son sujet tout en plaisant à Rome ; César voudra toujours du mal à Ptolémée. La meilleure chose à faire est de faire le crime de César, tuer Pompée, et lui servir son ennemi, pour obtenir sa reconnaissance. D'une pierre deux coups, on élimine la menace qu'est Pompée, et on se met en poche César. Rester neutre est trop risqué, c'est se mettre à dos les deux.  
Ptolémée réagit ensuite à ces conseils. Il est maintenant d'avis que les questions de justice ne valent plus dans ces circonstances, et qu'il faut être opportuniste. De plus, Rome est trop arrogante depuis longtemps. Tuer Pompée lui fera ravaler de sa superbe. Il faut se venger de l'insolence de Rome qui veut faire des esclaves des rois du monde : avec César, Rome sera autant esclave que les autres peuples le sont de lui. Ptolémée ordonne ensuite à Achillas et Septime exécuter le crime, peut importe ce qu'en dira le ciel, bien que les chances soient que le ciel veuille lui même la mort de Pompée en l'emmenant sur ses rivages. 

#### Scène 2
Ptolémée reste avec Photin et lui confie que sa sœur ambitionne tout autre chose de l'arrivée de Pompée. Elle espère en effet pouvoir régner à ses côtés sur l'Egypte, puisque Pompée peut légitimement réclamer le trône par le testament du père de Ptolémée. Pour Photin, cette raison justifie de plus l'assassinat de Pompée. Sans détruire les liens entre le frère et la sœur, il faut l'éloigner du trône, d'autant plus qu'un pouvoir partagé ne vaut rien. Cléopâtre arrive et achève la scène.

#### Scène 3
Cléopâtre vient annoncer à Ptolémée l'arrivée de Pompée. Celui-ci lui dit qu'il a envoyé ses conseillers l'accueillir. Sa sœur est outrée et surprise que Ptolémée n'y aille de lui-même. Il rétorque qu'elle peut toujours y aller aussi, qu'il doit veiller sur le trône. Celle-ci répond qu'il ne doit pas oublier que ce trône, il le doit au grand homme qu'est Pompée. Ironique, Ptolémée demande s'il faut nommer ainsi celui qui sort de Pharsale. Cléopâtre répond que perdant ou pas, il faut continuer à l'honorer. Ptolémée dit que Pompée a couronné son père et non lui, et qu'il ne peut être ingrat puisque Pompée ne lui a rien octroyé directement. Ptolémée fait ensuite comprendre qu'il a ordonné la fin de Pompée. Pour Cléopâtre, cette décision est le résultat de l'influence des conseillers à l'âme lâche. Cléopâtre exorde Ptolémée à se rappeler la vertu que ses conseillers lui ont fait oublier, vertu qui doit être naturelle à ceux qui règnent. Mais Ptolémée voit bien que derrière l'invocation à la vertu se cache le propre orgueil de Cléopâtre, qui veut conserver Pompée dans l'espoir d'être elle-même reine. 
Cléopâtre se défend, et dit que si c'était par intérêt, elle se serait rangée du côté de César. Elle dévoile ensuite un secret : un jour qu'elle accompagnait son père qui se rendait à Rome pour tenter de conserver son pouvoir menacé, César tomba sous son charme. C'est grâce à cette passion que son père pût continuer à régner, et le sachant, il mit sa fille dans son testament. Ptolémée ignorait jusqu'ici la raison de ce partage.
Ptolémée ne croit pas à son récit, mais Cléopâtre lui répond qu'elle sait que César viendra sous peu, et qu'il pourra voir que ce qu'elle lui raconte est vrai. Que cela soit par Pompée ou César, ils lui feront raison du mauvais traitement que lui réserve Ptolémée, et elle régnera à sa place. 

#### Scène 4
Ptolémée et Photin sont décontenancés par ces révélations. Il semble maintenant que le seul moyen de s'attirer les grâces de César contre Cléopâtre soit de tuer Pompée et de lui livrer sa tête. Mais ce présent sera peut-être encore inférieur aux charmes de sa sœur. Photin conseille de recevoir les avis d'Achillas et Septime.

### Acte II
Cléopâtre apprend alors l'assassinat de Pompée. Le corps de celui-ci a été jeté à la mer, mais ses restes lui sont rendus par la mer avec les débris d'un vaisseau naufragé, puis brûlés. César approchant à son tour des côtes d'Egypte, Cléopâtre se dit aimée de lui et semble assurée de devenir reine grâce à lui et aux dépens de Ptolémée, ce qui exaspère le roi.

### Acte III
L'urne qui renferme les cendres est remise à Cornélie, la veuve de Pompée. Digne, elle promet de venger son époux tout en avertissant avertit César de complots formés contre lui par Ptolémée. César, irrité du meurtre de Pompée, reçoit avec honneur sa veuve Cornélie puis fait porter à Cléopâtre l'hommage de son amour.

### Acte IV
Ptolémée comprend qu'il est perdant, car César donnera la couronne à Cléopâtre pour des raisons politiques et amoureuses. Il veut le faire assassiner, mais son projet est contrecarré par Cornélie : tout en restant son ennemie, elle ne saurait souffrir qu'on l'assassine.

### Acte V
Cléopâtre et Cornélie apprennent que Ptolémée a trouvé la mort au combat contre César et Antoine. En dépit de la promesse de César d'élever des autels à Pompée, Cornélie maintient son dessein de vengeance. Enfin, César donne la couronne d'Égypte à Cléopâtre.

## Interprétation
Corneille lui-même, dans son examen de Pompée indiquera « Pour le style, il est plus élevé en ce poème qu'en aucun des miens et ce sont, sans contredit, les vers les plus pompeux que j'ai fait.».
Le peintre Charles-Antoine Coypel a représenté Adrienne Lecouvreur, de la Comédie-Française, dans le rôle de Cornélie, tenant l’urne cinéraire de Pompée comme indiqué dans le texte (acte V, scène 1). 
Cette tragédie met en exergue la stature du général Pompée et l'ombre qui plane sur son assassinat, incitant sa veuve Cornélie et son rival César à laver cet affront et se montrer dignes de sa mémoire. 